# Sitticus cellulanus
Sitticus cellulanus là một loài nhện trong họ Salticidae.
Loài này thuộc chi Sitticus. Sitticus cellulanus được María Elena Galiano miêu tả năm 1989.